# Chiangiodendron mexicanum
Chiangiodendron mexicanum là một loài thực vật có hoa trong họ Achariaceae. Loài này được T. Wendt mô tả khoa học đầu tiên năm 1988.